# Condeúba
Condeúba là một đô thị thuộc bang Bahia, Brasil. Đô thị này có diện tích 1236,889 km², dân số năm 2007 là 16940 người, mật độ 13,7 người/km².